# Пољопривредни комбинат Сомбор
Пољопривредни комбинат Сомбор је компанија са седиштем у Сомбору.

## Историјат
Пољопривредни комбинат у Сомбор је био једна од највећих радних организација у бившој СФРЈ. Комбинат је 1974. године био на 46. месту, а међу пољопривредним организацијама на 11. месту. Овај податак је доказује да је комбинат био гигант са огромним потенцијалима.
Стврање јаког комината текло је споро, али било је у токовима тадашљег привредног укрупњавања и закона о ЗУР-у(закон о удруженом раду).
Најважније прекрентице у насатнку комбината биле су:
- Година 1953. На подручју сомборске општине постоји 49 пољопривредних организација. Тај број се за десет година смањио на свега 28 организација.
- Година 1967. Потписани су споразуми и уговори о спајању 9 самосталних пољопривредних организација, то су: ПИК »Алекса Шантић« из Алексе Шантића, ПД 25. мај из Бездана, земљорадничке задруге из Бездана, Станишића, Стапара, Чонопље, Риђице, Светозара Милетића и Сомбора.(Данас све самосталне задруге и углавном приватизоване)
- Година 1968. Пољопривредно добро 25. мај из Бездана се спаја са Пољопривредно-индустријским комбинатом у Алекси Шантићу, тако да тадашњи Индустријско- пољопривредни комбинат Бачка имао тада 8 чланица.
- Година 1969. Бачкој се придружују Рибарско газдинство Бачка из Колута, Земљорадничка задруга из Телечке и пољопривредне задруге из Старе Моравице и Дорослова.
- Година 1970. Организацији приступају и ПД Граничар из Гакова, Пољопривредна станица из Сомбора и Семенско предузеће Семе из Сомбора.
- Година 1971. Житокооп из Сомбора се припаја ИПК Бачка.
- Година 1972. Удруженим средствима пољопривредних организација у саставу ИПК Бачка изграђена је Фабрика биљних уља Инус (данас уљара Сунце, засебно приватизовано предузеће). Назив организације се мења у Прехрамбени комбинат Бачка.
- Година 1973. Житокооп се припаја Задругарки у Сомбору, а Земљорадничка задруга из Старе Моравице иступа из ове сложене организације. Њој, међутим, приступају ПИК Сомбор из Сомбора, ПИК Кљајићево из Кљајићева и Земљорадничка задруга из Растине. Прехрамбени комбинат је тада имао 18 чланица.
- Година 1974. Из Прехрамбеног комбината Бачка иступа ПИК Кљајићево, а преосталих 17 чланица потписују Самоуправни споразум о удруживању у јединствену организацију ПК Сомбор.
- Година 1976. Пољопривредном комбинату Сомбор се поново припаја ПИК Кљајићево из Кљајићева, Пекар из Сомбора који се налазио у саставу ОУР Млинпек у Новом Саду, Сточарско-ветеринарски завод из Сомбора који се налазио у саставу Ветеринарског завода у Новом Саду и Кудељара Напредак из Сомбора.
- Година 1979 Званично настаје ПК Сомбор

## Стара Организација Комбината ПК Сомбор
Пољопривредни комбинат Сомбор је чинило Заједничке службе и 39 основних организација удруженог рада (11 за биљну производњу, 3 за сточарску производњу, 8 за индустријску производњу, 15 за кооперацију и 2 од посебног значаја).
- Заједничке службе представљале су :

Сектор за опште послове, Сектор за робни промет, Сектор за развој, план, инвестиције и анализу, Сектор за кооперацију и Интерна банка.
- ООУР за биљну су имала производњу следећа места:

Сомбор, Алекса Шантић, Гаково, Станишић, Риђица, Чонопља, Стапар, Бездан, Светозар Милетић, Колут и Кљајићево.
- Три основне организације удруженог рада за сточарску производњу биле су : свињарство, говедарство и живинарство.

- Индустријском производњом бавили су се:

Сомболед, Сомес, Млинарство, Задругарка, Семе, Инус (после уљара Сунце), Напредак и Грађевинско-стамбена делатност.(данас засебна предузећа)
- ООУР за кооперацију имали су:

Сомбор, Бачки Брег, Бездан, Бачки Моноштор, Стапар, Чонопља, Алекса Шантић, Колут, Светозар Милетић, Станишић, Риђица, Растина, Дорослово, Телечка и Кљајићево.
- Основне организације од посебног значаја били су: Друштвени стандард и Агрозавод.

## Запослени
Комбинат је некада запошљавао 5.600 људи и имао је више од 8000 коопераната, да би се данас свело на свега 43 запослена. Највећи проценат су били полуквалификовани и неквалификовани радници. Технички развој и примена модерне технологије у пољопривреди, тражили су образованог пољопривредника. Тада су усвојени споразуми о стручном образовању радника, било је обухваћено 200 до 300 радника годишње. Колико је добро финански тада стајао комбинат томе иде у прилог и то да је стипендирао стотињак стипендиста годишње, који би касније добили посао у предузећу. Полна структура запослених била је следећа: од 5.600 радника 82 одсто су мушкарци, а 18 одсто биле су жене.

## Земља
ПК Сомбор је располагао са 42,536 хектара земље. Од тога су биле: оранице и баште — 35.808, воћњаци — 216, ливаде и пашњаци — 4.302, рибњаци — 287, шуме — 174, неплодно земљиште, трстика и баре — 1.749 хектара, а у приватном сектору је било 60.000 хектара обрадивих површина.

## Механизација
На пољима Комбината 1975. године радило је 543 трактора (65 тешких, 422 средњих и 56 лаких). Комбинат је имао 309 универзалних комбајна, 50 адаптера за бербу кукуруза и 62 адаптера за бербу сунцокрета; за бербу кукуруза у клипу на располагању су му је било 18 комбајна; затим поседовао је 240 плугова, 272 машине за припрему земље, 247 сејалица, 54 машине за заштиту усева, 557 приколица укупне носивости од 3.899 тона и 120 камиона укупне носивости од 674 тоне.

## Производња
- Ратарство

По подацима за 1975. годину, на друштвеном сектору, меркантилним кукурузом је било засејано 5. 949 хектара, а просечан принос је био 84,42 метричке центе по хектару. Укупан принос је био 502.18 метричких центи. На индивидуалном сектору је било засејано 25.772 хектара, а просечан принос је био 56 метричких центи по хектару.
Семенским кукурузом је била засејана површина од 1.489 хектара уз просечан принос од 26,61 метричку центу по хектару. Укупна производња семенског кукуруза је била 39. 620 метричких центи.
Под сунцокретом је било засејано 3. 958 хектара у друштвеном власништву, а просечан принос је био 17,71 метричка цента по хектару. Укупна производња сунцокрета на друштвеном сектору је износила 70.105 метричких центи. На индивидуалном сектору је било засејано 5.51 хектара са просечним приносом од 12 метричких центи по хектару. Конопља је била засејана на површини од 258 хектара и добијен је принос од 112 метричких центи по хектару.
Шећерна репа је извађена са 2. 425 хектара, а принос је био 443 метричке центе по хектару]].
јечамје пожњевен са 747 хектара у друштвеном сектору са просечним приносом од 36,15 метричких центи по хектару. Пшеницом је било засејано 13.706 хектара на штвеном сектору и добијен је рекордан принос од 51,15 метричких центи хектар у. Укупна производња на друштвеном сектору је била 701.037 метричких центи.
- Сточарство

Сточарство је у 1975. години произвело 38.640 хектолитара млека. Друштвени сектор је испоручио 4.100 товних јунади, а кооперација 6.412. Залучено је 43.141 прасе. Друштвени сектор је испоручио 42.385 товних свиња, а кооперација 73.915. Живинарство производи 60.000 једнодневних пилића недељно и гаји 100.000 кока носиља. 
- Индустрија

Млинска индустрија је у 1975. години прерадила 33.770 тона пшенице. У млекарској индустрији, која је оспособљена за производњу сладоледа, топљених и специјалних сирева, прерађено је 14.910.250 литара млека. Кланична индустрија је за тржиште припремила 3.460 закланих говеда и 59.795 закланих свиња. У фабрици сточне хране је произведено 45.227 тона хране за стоку, док је у фабрици биљних уља прерађено 27.459 тона сунцокрета.
Млекарска индустрија могла је да преради 80.000 литара млека и да произведе 20 тона сладоледа и 4.500 килограма топљеног сира дневно. Пекара је била у могућности да произведе 18.000 килограма хлеба за 14 часова и неограничене количине белог и масног пецива и 5.000 килограма лиснатог смрзнутог теста дневно.
Кудељара је могла могућности да преради 500 тона кудељне стабљике годишње.
- Производни програм

ООУР-и за индустријску производњу ПК Сомбор је у својим производним програмима имао 27 разних врста топљених, тврдих и меких сир]]ева, млечних напитака, сладоледа, кестен пиреа и куваног жита, 60 врста сувомеснатих и кобасичарских производа и паштета, 18 типова сточне хране, 4 типа пшеничног брашна, све врсте хлеба, пецива и лиснатог смрзнутог теста као и кудељна влакна и поздер плоче.
- Друштвени стандард

У Пољопривредном комбинату Сомбор посебна пажња се посвећивала друштвеном стандарду. У комбинату је постојала основна организација удруженог рада Друштвени стандард, која је имала 56 запослених, и која бринула стандарду радника ове некада многољудне радне организације. Свакодневно се припремало чак 5.600 топлих оброка. Годишњи одмори. Осим топлих оброка Комбинат је својим радницима омогућава коришћење годишњих одмора под врло повољним условима. Тако су у 1975. години били закупљени хотелски капацитети у познатим туристичким центрима на јадранској обали у Ловрану и Водицама, и у Отешево|Отешеву на Преспанском језеру. Комбинат је учествовао у трошковима сваког радника, који је провео годишњи одмор у поменутим летовалиштима, учествовао са 50%. Томе треба додати да је на име регреса посебно сваком запосленом исплаћивана и додатна средства. Сличан је случај је био и са зимским годишњим одморима, 1976. године радници су одмор проводили на Тари и у Поречу.

## Помоћ радницима
Стамбено питање, свакако, представља важан елемент друштвеног стандарда. Одвајајући средства у ту сврху, Комбинат је тада располагао са 520 станова, а давао је и кредите за адаптацију и доградњу станова који су у власништву, као и за изградњу нових породичних стамбених зграда. Посебна се пажња посвећила се радницима исцрпеним свакодневним послом и радницима чије је здравствено стање нарушено и самим тим и умањена радна способност. Сви они, о трошку Комбината, користили бањске опоравке и лечења. Комбинат је давао и помоћ за школовање и куповину уџбеника за децу радника, почев од основне и средње па све до више и високе школе. 

## Радничке спортске игре
Само у току 1975. родине, у оквиру Радничких спортских игара Комбината, учествовало је око 1.500 радника. Они су се у слободном времену током више месеци надметали у десет спортских дисциплина. Колико су радни људи заинтересовани за ову врсту спортских манифестација потврђује чињеница да на овогодишњим играма није учествовао ни један
активни спортиста. Овоме у прилог иде и податак да је од 39 постојећих основних организација удруженог рада своје представнике на Радничким спортским играма имало 34 ООУР-а. Такмичења су се одвијала у готово свим насељеним местима сомборске општине и постала су популарна не само међу радницима Комбината него и код осталих грађана.
За ову врсту ванредне активности својих радника Комбинат је издвајао значајна новчана средства. Средства за куповину спортске опреме и реквизита, за одржавање постојећих спортских објеката и изградњу нових обезбеђивао је комбинат'.

## Рекреациони центри
У Комбинату постојала су два велика и лепо уређена рекреациона центра у Сомбору и у Алекси Шантићу. Ови спортски полигони располагали су теренима за велики и мали фудбал, рукомет, одбојку, кошарку, отвореним стрелиштем, пливачким базеном олимпијских размера и, наравно, свим пратећим објектима (свлачионицама, купатилима и сл.). За изградњу рекреационих центара и организовано спровођење рекреације радних људи, Комбинат је 1974. и 1975. године добио два највећа признања која се додељују у Војводини награду Јован Микић - Спартак. Осим тога, Комбинат је добитник и Мајске награде Покрајинског синдикалног већа, затим две дипломе ДТВ Партизан Југославије.

## Предузеће данас
Прва аукција била је одржана 14. фебруара 2008. године, за продају 70 одсто капитала предузећа по почетној цени од 75,3 милиона динара уз обавезу новог власника да инвестира 7,4 милиона динара. Имовина која је била понуђена на аукцији процењена је на скоро четири милиона евра. ПК Сомбор има у власништву пословну зграду у Сомбору површине 2.200 m², а у Нишу и Крагујевцу зграде са по 1.000 m². У ПК Сомбор раде 43 радника. Према подацима Агенције за приватизацију, 2006. годину била је завршена са приходом од 70.460 евра и расходом од 360.000 евра. Друга аукција је била 20. јуна 2008. године почетна цена је била 52.863.000 динара за 70 одсто капитала. Трећа аукција је била 22. августа исте године цена је била 53,4 милона динара, није било заинтерсеованих. Предузеће је продато тек после пете аукције предузећу Абрадо из Загреба по цени почетној цени од 4.447.000 динара, то јест око (43.000 евра), колико је та сума износила 2010.године .

## Интернет везе
- Неуспешна приватизација ПК Сомбор[мртва веза]
- Продат ПК Сомбор